# Concilie van Konstanz
Het Concilie van Konstanz vond plaats in Konstanz van 1414 tot 1418. Het initiatief voor het concilie werd genomen door koning Sigismund, koning van Duitsland en latere keizer van het Heilige (Duitse) Roomse Rijk.

## Crisis in het pausdom
Het belangrijkste probleem (en tevens de belangrijkste aanleiding) waarvoor het concilie zich gesteld zag, was het vinden van een oplossing voor de crisis in het pausdom. Sinds het begin van het Westers Schisma in 1378 waren er twee pausen (een in Rome en een in Avignon), die beiden beweerden de rechtmatige paus te zijn. Op het Concilie van Pisa (1409) was geprobeerd hier een einde aan te maken door beide pausen af te zetten en een nieuwe paus te benoemen, maar doordat de pausen van Rome en Avignon weigerden hun ambt neer te leggen, had dat de situatie nog verergerd en waren er nu drie pausen. Aan het begin van het Concilie van Konstanz waren dat Gregorius XII in Rome, Benedictus XIII in Avignon en Johannes XXIII in Bologna. Alleen Johannes XXIII was op het concilie aanwezig.
Alle partijen waren het erover eens dat het concilie erin moest resulteren dat er nog maar één paus zou zijn, die voor alle partijen acceptabel was. Geen van de pausen was aanvankelijk echter bereid zijn ambt neer te leggen. Toen de druk toenam, trachtte Johannes XXIII het concilie te saboteren, door op 20 maart 1415 's avonds heimelijk te vertrekken. Hij hoopte dat het concilie zichzelf zou ontbinden nu er geen paus meer aanwezig was. De volgende ochtend hield Sigismund echter een redevoering, waarin hij met de argumenten van de conciliaristen verklaarde dat de aanwezigheid van een paus niet noodzakelijk was om kerkelijke besluiten te nemen (decreet Haec sancta). De voortvluchtige Johannes XXIII werd daarop achterhaald en gevangengenomen. De hoogbejaarde Gregorius XII hoorde van de gebeurtenissen en besloot alsnog vrijwillig af te treden. Daardoor werd ook de positie van Benedictus XIII onhoudbaar. Het concilie onthief hem uit zijn ambt en hij had te weinig aanhang meer om daartegen bezwaar te maken. Als nieuwe paus werd Martinus V benoemd (1417).

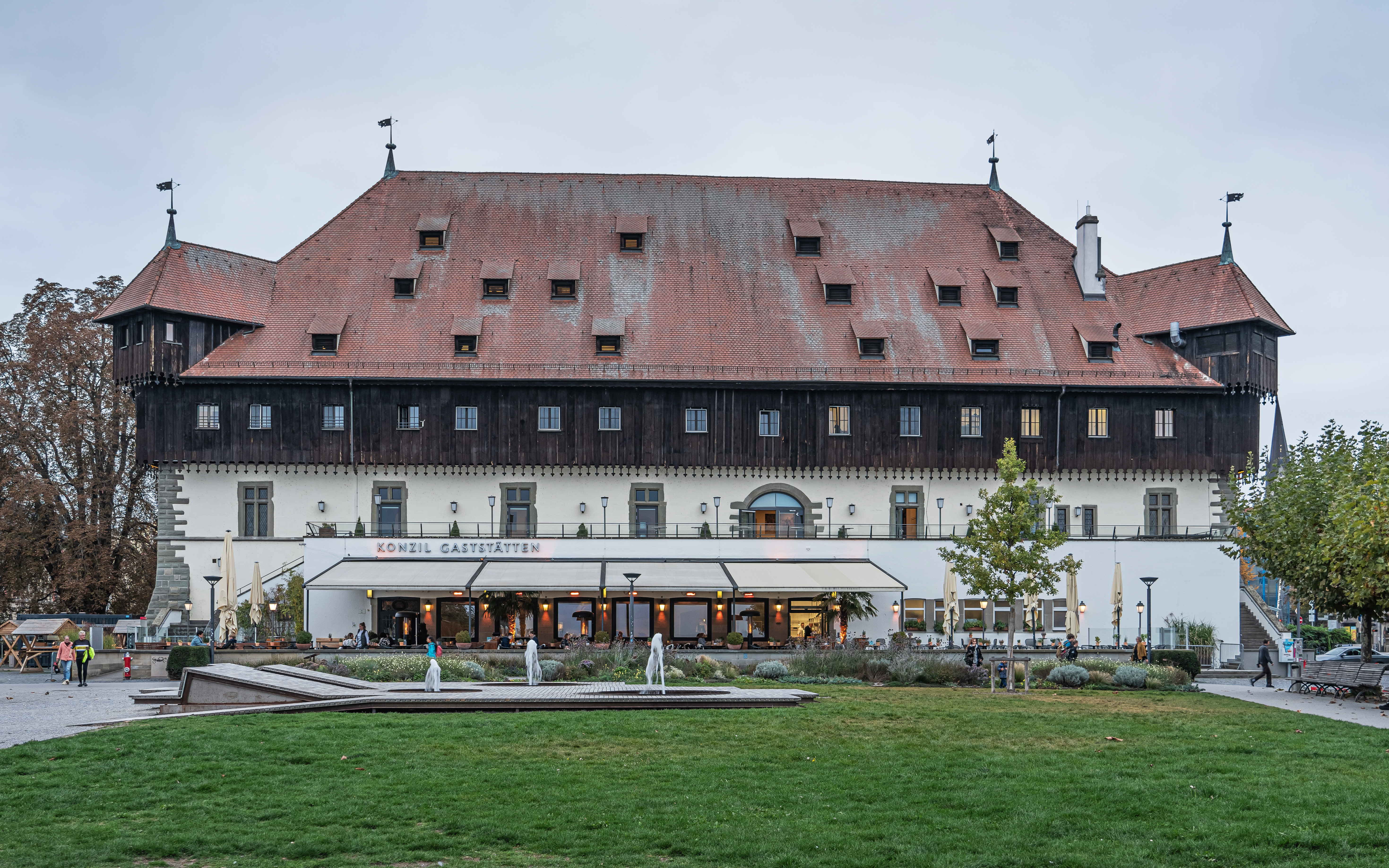
Het Conciliegebouw, gelegen aan de haven van Konstanz

## Conciliaristen versus curialisten
Dwars door de perikelen rondom de pausbenoeming heen speelde een richtingenstrijd tussen conciliaristen en curialisten. De eersten waren van mening dat het hoogste kerkelijke gezag bij de gezamenlijke bisschoppen lag, curialisten vonden dat de curie, het pauselijk apparaat, de uiteindelijke beslissingsbevoegdheid had.
In Konstanz kregen de conciliaristen tijdens het concilie langzaam maar zeker de overhand. Martinus V moest beloven een groot aantal hervormingen door te voeren die de pauselijke macht zouden beperken en meer gezag zouden leggen bij de concilies, waar de gezamenlijke bisschoppen vertegenwoordigd waren. Al snel na het concilie bleek Martinus echter minder bereid de hervormingen door te voeren dan hij aanvankelijk deed voorkomen. Op het Concilie van Bazel (1431-1449) bleek dat er eigenlijk weinig veranderd was. De beweging van het conciliarisme ging daarop als een nachtkaars uit.

## Veroordeling van Jan Hus tot de brandstapel, bestrijding ketterij van Wyclif
Een derde punt dat op het concilie een rol speelde (en het eerste dat ook daadwerkelijk werd afgehandeld) betrof de Wyclifistische ketterij die werd aangehangen door de Boheemse theoloog Jan Hus. In Bohemen hadden Hus en zijn volgers al tien jaar lang gepreekt tegen bestaande misstanden in de katholieke kerk als simonie. Daarnaast stelden Hus en zijn volgers - daarbij geïnspireerd door de theologie van John Wyclif (1330-1384) - vraagtekens bij de pauselijke claims op wereldlijk gezag, vonden zij dat sacramenten toegediend door zondige priesters ongeldig waren, en geloofden zij in dubbele predestinatie. Jan Hus kwam vrijwillig naar Konstanz om zich te verdedigen tegen de aanklachten voor ketterij, mede omdat keizer Sigismund hem een vrijgeleide had gegeven, de Salvus Conductus.
Jan Hus kwam in oktober 1414 aan in Konstanz. Toen Johannes XXIII in november arriveerde, liet hij Hus – ondanks de Salvus Conductus – gelijk gevangennemen. Sigismund, die uit Aken naar Konstanz reisde, was woedend maar deed niets om Hus te bevrijden. Wel gooide Sigismund bij zijn aankomst in Konstanz paus Johannes XXIII – wegens zijn vele misdaden – in het cachot van een franciscaner klooster, ironisch genoeg pal tegenover de cel van Hus.
Gedurende de vele maanden die Hus gevangen zat, kwam het niet tot een discussie. Een tribunaal van godgeleerden onder leiding van Gerson bestudeerde nauwgezet alle geschriften van Hus en legde hem vervolgens een lijst met tientallen punten voor waarop hij zich aan ketterij schuldig zou maken. Hus bestreed elk punt van die lange lijst – maar het Concilie wilde eigenlijk maar één ding horen: een volledige verwerping van zijn eigen geschriften. In de tussentijd broeide het in Bohemen. In april 1415 ontving Sigismund een petitie, getekend door 50 Boheemse edelen, waarin de keizer aan zijn Salvus Conductus werd herinnerd, met het verzoek om Hus onmiddellijk op vrije voeten te stellen. In mei kwam een nieuwe petitie met dezelfde strekking, nu getekend door 250 prominenten uit Bohemen, Moravië en Polen.
Keizer Sigismund negeerde de oproep, en greep niet in toen het Concilie Jan Hus tot dood op de brandstapel veroordeelde – een vonnis dat op 6 juli 1415 werd voltrokken. Op weg naar zijn brandstapel liep Hus – getooid met een papieren hoed waarop drie dansende duivels waren afgebeeld – nog langs Sigismund, keek hem recht in de ogen, en herinnerde hem aan zijn belofte. Sigismund kleurde vuurrood. Een uur later werd het zwartgeblakerde skelet van Jan Hus met een ijzeren pook vermorzeld, waarna de as werd uitgestrooid in het meer van Konstanz.
Kort voor de verbranding van Hus (op 5 mei 1415) had het Concilie ook geoordeeld dat alle boeken en preken van John Wyclif verbrand moesten worden. Wyclifs graf moest worden opengebroken, en diens resten verbrand. Dit geschiedde in 1427.

## Deelnemers
Voor de onderhandelingen over de machtsoverdracht van de drie huidige pausen zwol het slaperige stadje Konstanz (waar 6.000 mensen woonden) gedurende de vier jaar van het concilie aan tot een bruisende metropool van 40.000 man.
Konstanz werd in die jaren bevolkt door marktkooplui, bedelaars, muzikanten, bakkers, goudsmeden, scribenten, geldwisselaars, straatmuzikanten, acrobaten, en prostituees. Deze menigte bediende 33 kardinalen, 5 patriarchen, 47 aartsbisschoppen, 238 bisschoppen, 749 professoren uit 37 universiteiten, 83 afgezanten van koningen en prinsen, 38 hertogen, 173 graven, 71 baronnen en meer dan 1.500 ridders.
De meest eminente aanwezigen waren tegenpaus Johannes XXIII, koning Sigismund van Luxemburg, hertog Ludwig van Beieren, kardinaal Pierre d'Ailly en kardinaal Francesco Zabarella, en de Parijse theoloog Jean de Gerson.
Tijdens het concilie hield de Franse kardinaal Willem Fillastre de Oude een dagboek bij, dat eind 19e eeuw werd uitgegeven.

## Stemming
De tijd waarin het concilie plaatsvond, was de periode dat in Europa steeds meer zelfstandige staten ontstonden. Er was bij velen sprake van een steeds sterker wordend nationaal bewustzijn. Dit uitte zich in de manier waarop op het concilie stemmen mochten worden uitgebracht.
Bij eerdere concilies was het gebruikelijk dat iedere bisschop of kardinaal die aan het concilie deelnam één stem mocht uitbrengen wanneer er besluiten genomen moesten worden. Verreweg de meeste deelnemers aan het concilie kwamen echter uit Italië. Omdat de steun voor de verschillende pausen per land verschillend lag, waren bisschoppen van buiten Italië bang dat de besluiten met betrekking tot het pausdom al bij voorbaat vaststonden. Daarom werd besloten dat per natie gestemd zou worden. Elk van de vijf landen waarvan de bisschoppen deelnamen aan het concilie mocht één stem uitbrengen (Italië, Duitsland, Frankrijk, Engeland en Spanje). Daarnaast kreeg het college van kardinalen een stem. Deze wijze van stemmen was uniek en is ook op latere concilies niet meer toegepast.